# Matija Škarabot
Matija Škarabot (phát âm tiếng Slovene: [maˈtija ˈʃkarabɔt]; sinh 4 tháng 2 năm 1988 ở Nova Gorica) là một cầu thủ bóng đá Slovenia thi đấu cho Gorica ở Slovenian PrvaLiga.
Škarabot thường thi đấu ở vị trí hậu vệ trái.

## Sự nghiệp quốc tế
Škarabot ra mắt cho U-21 Slovenia ngày 11 tháng 2 năm 2009, trong trận giao hữu với U-21 România.
Ngày 1 tháng 10 năm 2010, Škarabot được triệu tập vào đội hình 23 người cho Đội tuyển bóng đá quốc gia Slovenia thi đấu vòng loại UEFA Euro 2012 trước Quần đảo Faroe và Estonia diễn ra vào cách ngày 8 tháng 10 và 12 tháng 10 năm 2010.